# Жатва (фильм)
«Жа́тва» (англ. The Reaping) — американский художественный фильм в жанре триллер и фильм ужасов, вышедший в 2007 году. Премьера состоялась 3 апреля 2007 года. В США фильм собрал 25 миллионов долларов, общий же доход от проката в мире составил порядка 62 миллионов долларов.

## Сюжет
Кэтрин Уинтер была ревностной христианкой, посвящённой в сан, однако личная трагедия свела её религиозные воззрения на нет: несколько лет назад по просьбе священника, отца Костигана, Кэтрин с мужем и дочерью отправилась в Африку, чтобы проповедовать там христианство, но в стране началась страшная засуха, люди и животные гибли, и местные жители тут же связали бедствие с приездом белых людей и колдун убил мужа и дочь Кэтрин, чтобы принести их в жертву. Бессмысленная и безвинная гибель близких подорвала веру Кэтрин; женщина стала ярой атеисткой и сделала своей профессией разоблачение религиозных «чудес». С помощью достижений науки Кэтрин начала открывать истинные причины событий, принимаемых за чудеса. Она стала профессором одного из университетов, на её счету разоблачение 48 псевдочудес, она читает курс лекций на эту тему для студентов и издала о своей работе книгу.
Основная история фильма начинается с того, что Кэтрин приглашают расследовать странные события в небольшом захолустном американском городке Хэйвэн. Даг Блэкуэл, учитель из Хэйвэна, рассказывает, что река, протекающая рядом с городом, вдруг окрасилась в красный цвет; местные жители считают, что это кровь, и связывают случившееся с библейской легендой о десяти казнях египетских. Они обвиняют во всём семью Макконнелл, которая якобы проводила языческие сатанистские обряды, и второго ребёнка из этой семьи — двенадцатилетнюю Лорен Макконнелл. Помимо прочего, Лорен обвиняют в убийстве её старшего брата, которого нашли в реке без признаков насильственной смерти. Кэтрин не особенно интересуется этим случаем, но Даг уговаривает её, упирая на то, что Лорен грозит опасность — испуганные жители могут устроить над девочкой самосуд. Кэтрин, помнящая, как чужие религиозные предрассудки стоили жизни её дочери, соглашается. Она и её напарник Бен (в отличие от Кэтрин — верующий) отправляются в Хэйвэн и приступают к работе.
Пока исследователи пытаются что-то понять, на город обрушивается дождь из жаб, затем нашествие мух, безумство зверей и внезапный массовый мор здорового скота — всё согласно Библии. Обстановка накаляется, пришедшие результаты анализа проб воды из реки поражают — это действительно кровь, а не микроорганизмы, как предполагала Кэтрин. В какой-то момент Кэтрин понимает, что происходящее уже невозможно объяснить естественными причинами. 
Отец Костиган сообщает Кэтрин по телефону, что события точно укладываются в описание, имеющееся в некоем древнем пророчестве. Согласно этому пророчеству, секта сатанистов будет приносить в жертву вторых детей до тех пор, пока не явится посланный Богом ангел и не уничтожит их. Вроде бы всё указывает на то, что Лорен — посланник дьявола, а значит, её необходимо убить. Кэтрин почти уверяется в правоте этого толкования и очень страдает, так как ассоциирует Лорен со своей погибшей дочерью.
Гибнет напарник Кэтрин, причём очень похоже, что в его смерти тоже виновата Лорен. Лишь в последний момент, отчасти благодаря случаю, Кэтрин открывает, что всё население Хэйвэна — одна сатанинская секта. Лорен — второй ребёнок, её не смогли убить при жертвоприношении, она оказалась неуязвима для сектантов, поднявший на неё руку старший брат сам погиб. Лорен и есть предсказанный пророчеством ангел. Казни египетские — предвестник уничтожения секты. 
Даг, потомственный глава секты, специально пригласил Кэтрин в город, чтобы обманом заставить её убить Лорен (поскольку Кэтрин была посвящена в сан, она, в отличие от жителей города, может убить ангела). Обман не удаётся, десятая казнь убивает всех жителей города, ведь все они первенцы. Кэтрин и Лорен вдвоём уезжают. Лорен говорит Кэтрин, что та беременна. Этот ребёнок — от Дага, с которым Кэтрин успела провести ночь. Согласно тому же пророчеству, достигнув зрелости, этот ребёнок станет посланцем Сатаны.

## В ролях
| Актёр           | Роль                |
| --------------- | ------------------- |
| Хилари Суонк    | Кэтрин Уинтер       |
| Дэвид Моррисси  | Учитель Дак Блэкуэл |
| Идрис Эльба     | Бен                 |
| Анна-София Робб | Лорен Макконнелл    |
| Стивен Ри       | Отец Майкл Костиган |
| Уильям Рэгсдэйл | Шериф Кейд          |
| Джон Макконнелл | Мэр Брукс           |
| Дэвид Дженсен   | Джим Уэйкман        |
| Ивонн Ландри    | Брин Уэйкман        |
| Сэмюэл Гарлэнд  | Вилльям Уэйкман     |

| Актёр               | Роль             |
| ------------------- | ---------------- |
| Майлс Кливлэнд      | Кайл Уэйкман     |
| Андреа Фрэнкл       | Мэдди Макконнелл |
| Марк Линч           | Броди Макконнелл |
| Стюарт Грир         | Гордон           |
| Лара Грис           | Изабель          |
| Коуди Сандерс       | Хэнк             |
| Бёрджесс Дженкинс   | Дэвид Уинтер     |
| Сабрина Эй. Джуниус | Сара Уинтер      |
| Джиллиан Батерсон   | Джэнет           |
| Афемо Омилами       | Хаман            |

## Съёмки
Съёмки фильма проходили в период с 15 августа по 17 ноября 2005 в большей части своей на территории штата Луизиана. В период нашествия урагана Катрина съёмки фильма были приостановлены на одну неделю, кроме того продюсеры подумывали о переносе съёмочной площадки в иное место. В самом начале фильма можно видеть чилийский город Консепсьон, который показан очень скупо: как очень бедный и провинциальный городок. На самом же деле город имеет богатую историю и культуру. Этот факт вызвал недовольство мэра и жителей города. Также в фильме был искажён ещё один факт: чилийцы в фильме говорят по-испански с ярко выраженным мексиканским акцентом, это обстоятельство также не соответствует действительности.

## Саундтрек
Первоначально музыкальным сопровождением к фильму должен был заниматься Филип Гласс, однако его работа настолько не понравилась продюсерам, что уже на стадии звукозаписи было решено отказаться от его услуг. В итоге композитором фильма стал Джон Фриззелл.

## Дата выхода
Дата выхода фильма на экраны откладывалась три раза: первоначально премьера должна была состояться 11 августа 2006 года, однако была перенесена на 8 ноября 2006 года, а затем ещё раз перенесена на 30 марта 2007 года. Однако и в этот день зрители не смогли увидеть фильм — дата показа снова была перенесена на 5 апреля 2007 года, так называемый пасхальный уик-энд, что хорошо соотносилось с христианскими мотивами фильма.